# Lomné (Hautes-Pyrénées)
Pour les articles homonymes, voir Lomné.
Lomné est une commune française située dans le centre du département des Hautes-Pyrénées, en région Occitanie. Sur le plan historique et culturel, la commune est dans la région des Baronnies, dont le nom est issu d’une légende selon laquelle quatre seigneurs du Moyen Âge avaient pour habitude de festoyer ensemble aux sources de l’Arros, chacun d’eux gardant un pied sur sa terre et l’autre sur celle du voisin.
Exposée à un climat de montagne, elle est drainée par l'Arros, l'Ayguette et par divers autres petits cours d'eau. La commune possède un patrimoine naturel remarquable composé de deux zones naturelles d'intérêt écologique, faunistique et floristique.
Lomné est une commune rurale qui compte 36 habitants en 2022, après avoir connu un pic de population de 314 habitants en 1846. Elle fait partie de l'aire d'attraction de Lannemezan..
Ses habitants sont appelés les Lomnéens.

## Géographie

### Localisation
La commune de Lomné se trouve dans le département des Hautes-Pyrénées, en région Occitanie.
Elle se situe à 28 km à vol d'oiseau de Tarbes, préfecture du département, à 12 km de Bagnères-de-Bigorre, sous-préfecture, et à 16 km de Tournay, bureau centralisateur du canton de la Vallée de l'Arros et des Baïses dont dépend la commune depuis 2015 pour les élections départementales.
La commune fait en outre partie du bassin de vie de Lannemezan.
Les communes les plus proches sont : 
Laborde (1,2 km), Bulan (1,6 km), Espèche (1,7 km), Arrodets (1,9 km), Batsère (2,1 km), Esparros (2,4 km), Asque (3,3 km), Escots (3,5 km).
Sur le plan historique et culturel, Lomné fait partie de la région des Baronnies, dont le nom est issu d’une légende selon laquelle quatre seigneurs du MoyenAge (les barrons d’Esparros et de Lomné, le vcomte d’Asté et le sire d’Uzer) avaient pour habitude de festoyer ensemble aux sources de l’Arros, chacun d’eux gardant un pied sur sa terre et l’autre sur celle du voisin.
Lomné est limitrophe de six autres communes dont Batsère au nord-ouest par un simple quadripoint.

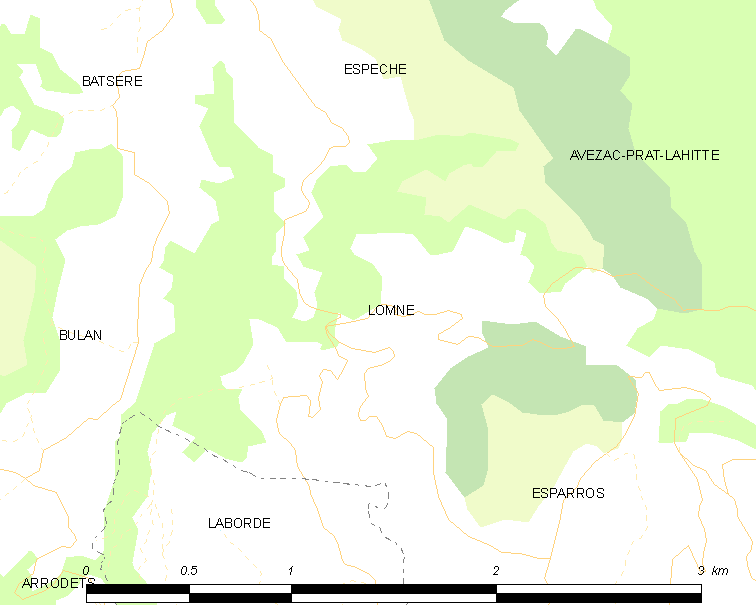
Carte de la commune de Lomné et des proches communes.

| Batsère (par un quadripoint) | Espèche |                     |
| Bulan                        | Lomné   | Avezac-Prat-Lahitte |
|                              | Laborde | Esparros            |

### Paysages et reliefs

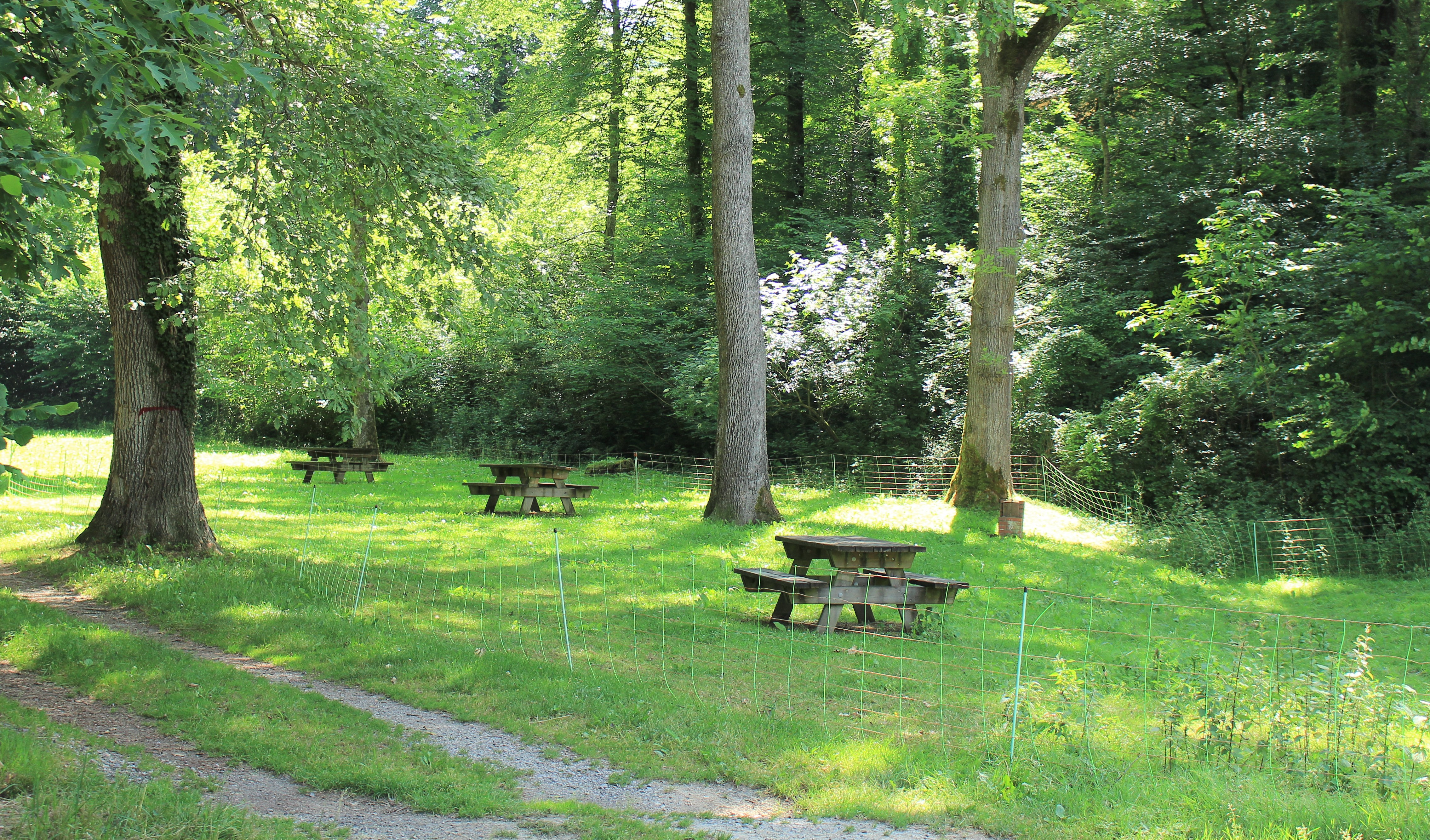
L'aire de pique-nique.

La superficie est de 293 ha. Ce petit territoire exclusivement composé de collines, coteaux, ne comprend par conséquent pas de plaine de quelque étendue. Les plus importantes de ces hauteurs se trouvent sur le périmètre communal : au sud-ouest, à l’est et au nord.

### Hydrographie

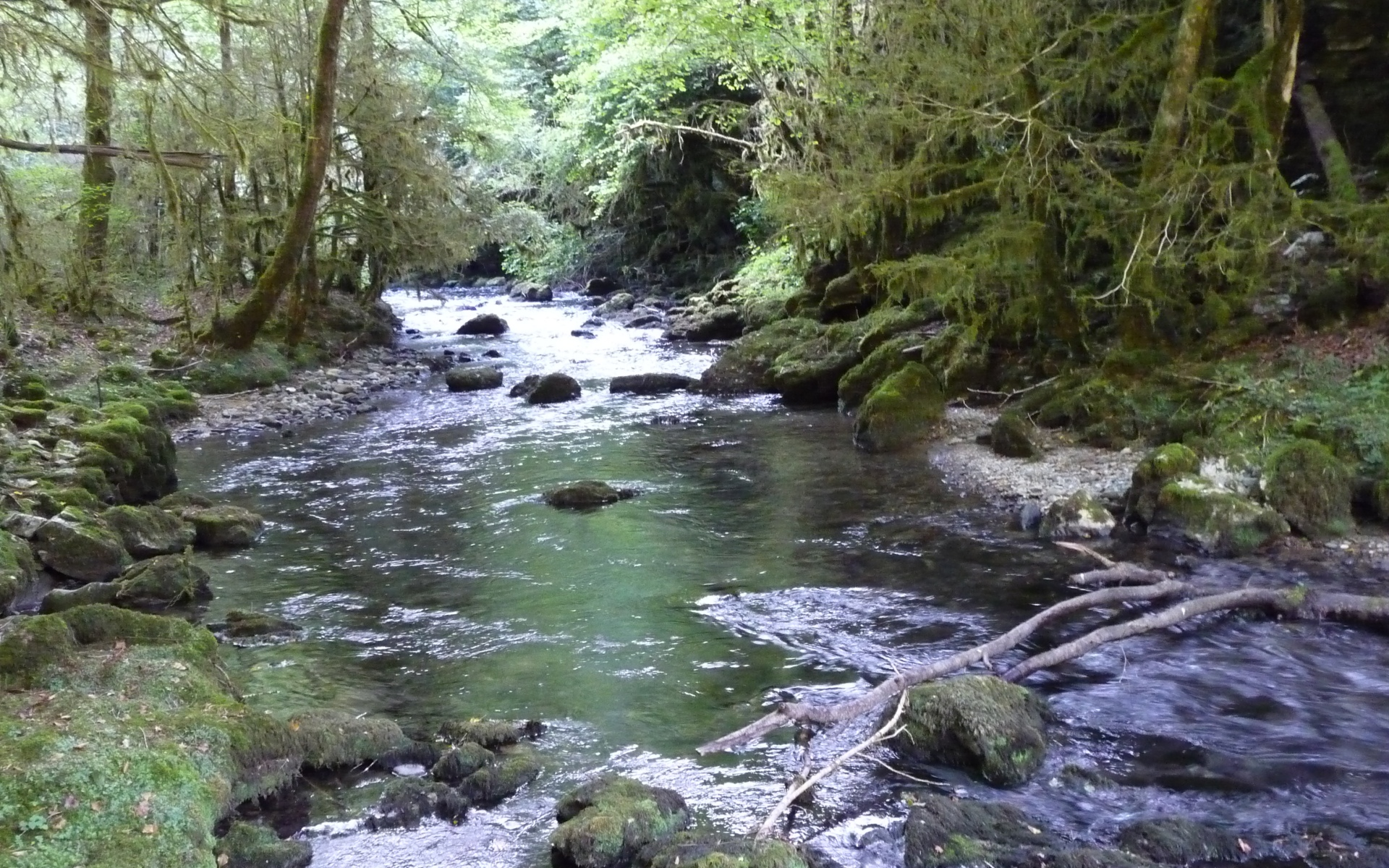
Les ruisseaux de Lomné.

Elle est drainée par l'Arros, L'Ayguette, le ruisseau Merlassa et par deux petits cours d'eau, constituant un réseau hydrographique de 5 km de longueur totale,.
L'Arros, d'une longueur totale de 130,8 km, prend sa source dans la commune d'Esparros et s'écoule vers le nord. Il traverse la commune et se jette dans l'Adour à Izotges, après avoir traversé 54 communes.

### Climat
Le climat qui caractérise la commune est qualifié, en 2010, de « climat des marges montargnardes », selon la typologie des climats de la France qui compte alors huit grands types de climats en métropole. En 2020, la commune ressort du type « climat de montagne » dans la classification établie par Météo-France, qui ne compte désormais, en première approche, que cinq grands types de climats en métropole. Pour ce type de climat, la température décroît rapidement en fonction de l'altitude. On observe une nébulosité minimale en hiver et maximale en été. Les vents et les précipitations varient notablement selon le lieu.
Les paramètres climatiques qui ont permis d’établir la typologie de 2010 comportent six variables pour les températures et huit pour les précipitations, dont les valeurs correspondent à la normale 1971-2000. Les sept principales variables caractérisant la commune sont présentées dans l'encadré ci-après.
| Paramètres climatiques communaux sur la période 1971-2000 - Moyenne annuelle de température : 11,9 °C - Nombre de jours avec une température inférieure à −5 °C : 4 j - Nombre de jours avec une température supérieure à 30 °C : 5,2 j - Amplitude thermique annuelle : 14,4 °C - Cumuls annuels de précipitation : 1 078 mm - Nombre de jours de précipitation en janvier : 10,3 j - Nombre de jours de précipitation en juillet : 7,9 j |

Avec le changement climatique, ces variables ont évolué. Une étude réalisée en 2014 par la Direction générale de l'Énergie et du Climat complétée par des études régionales prévoit en effet que la  température moyenne devrait croître et la pluviométrie moyenne baisser, avec toutefois de fortes variations régionales. Ces changements peuvent être constatés sur la station météorologique de Météo-France la plus proche, « Artigues », sur la commune de Campan, mise en service en 1959 et qui se trouve à 10 km à vol d'oiseau,, où la température moyenne annuelle est de 7,7 °C et la hauteur de précipitations de 1 220,8 mm pour la période 1981-2010.
Sur la station météorologique historique la plus proche, « Tarbes-Lourdes-Pyrénées », sur la commune d'Ossun, mise en service en 1946 et à 30 km, la température moyenne annuelle évolue de 12,2 °C pour la période 1971-2000, à 12,6 °C pour 1981-2010, puis à 12,9 °C pour 1991-2020.

### Milieux naturels et biodiversité
L’inventaire des zones naturelles d'intérêt écologique, faunistique et floristique (ZNIEFF) a pour objectif de réaliser une couverture des zones les plus intéressantes sur le plan écologique, essentiellement dans la perspective d’améliorer la connaissance du patrimoine naturel national et de fournir aux différents décideurs un outil d’aide à la prise en compte de l’environnement dans l’aménagement du territoire.
Une ZNIEFF de type 1 est recensée sur la commune :
le « réseau hydrographique des Baronnies » (390 ha), couvrant 35 communes du département et une ZNIEFF de type 2, : 
les « Baronnies » (20 367 ha), couvrant 43 communes du département.

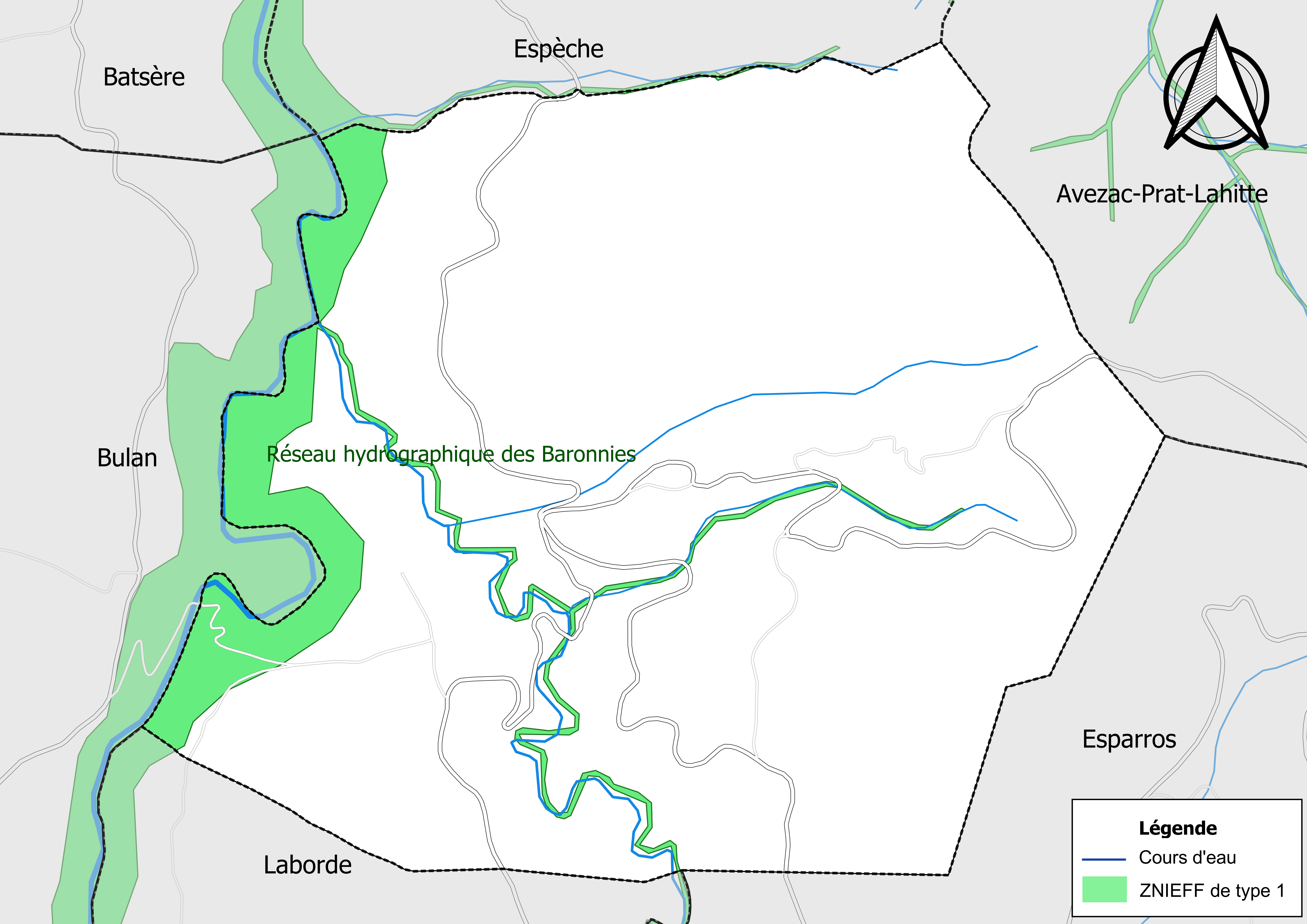
Carte de la ZNIEFF de type 1 sur la commune.
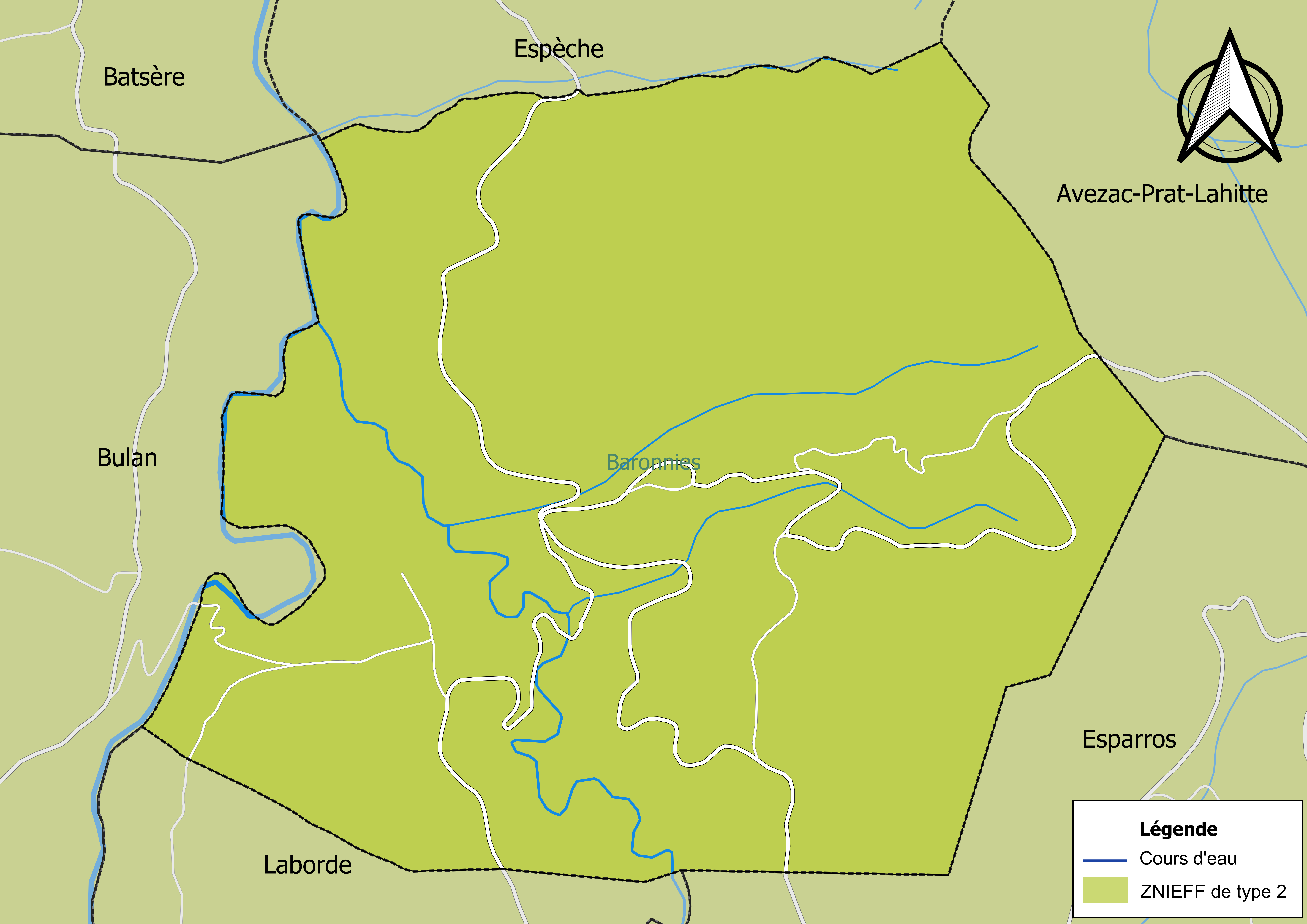
Carte de la ZNIEFF de type 2 sur la commune.

## Urbanisme

### Typologie
Au 1er janvier 2024, Lomné est catégorisée commune rurale à habitat très dispersé, selon la nouvelle grille communale de densité à sept niveaux définie par l'Insee en 2022.
Elle est située hors unité urbaine. Par ailleurs la commune fait partie de l'aire d'attraction de Lannemezan, dont elle est une commune de la couronne,. Cette aire, qui regroupe 65 communes, est catégorisée dans les aires de moins de 50 000 habitants,.

### Occupation des sols
L'occupation des sols de la commune, telle qu'elle ressort de la base de données européenne d’occupation biophysique des sols Corine Land Cover (CLC), est marquée par l'importance des forêts et milieux semi-naturels (53,8 % en 2018), une proportion identique à celle de 1990 (53,8 %). La répartition détaillée en 2018 est la suivante : 
prairies (46,2 %), forêts (42,7 %), milieux à végétation arbustive et/ou herbacée (11,1 %).
L'IGN met par ailleurs à disposition un outil en ligne permettant de comparer l’évolution dans le temps de l’occupation des sols de la commune (ou de territoires à des échelles différentes). Plusieurs époques sont accessibles sous forme de cartes ou photos aériennes : la carte de Cassini (XVIIIe siècle), la carte d'état-major (1820-1866) et la période actuelle (1950 à aujourd'hui).

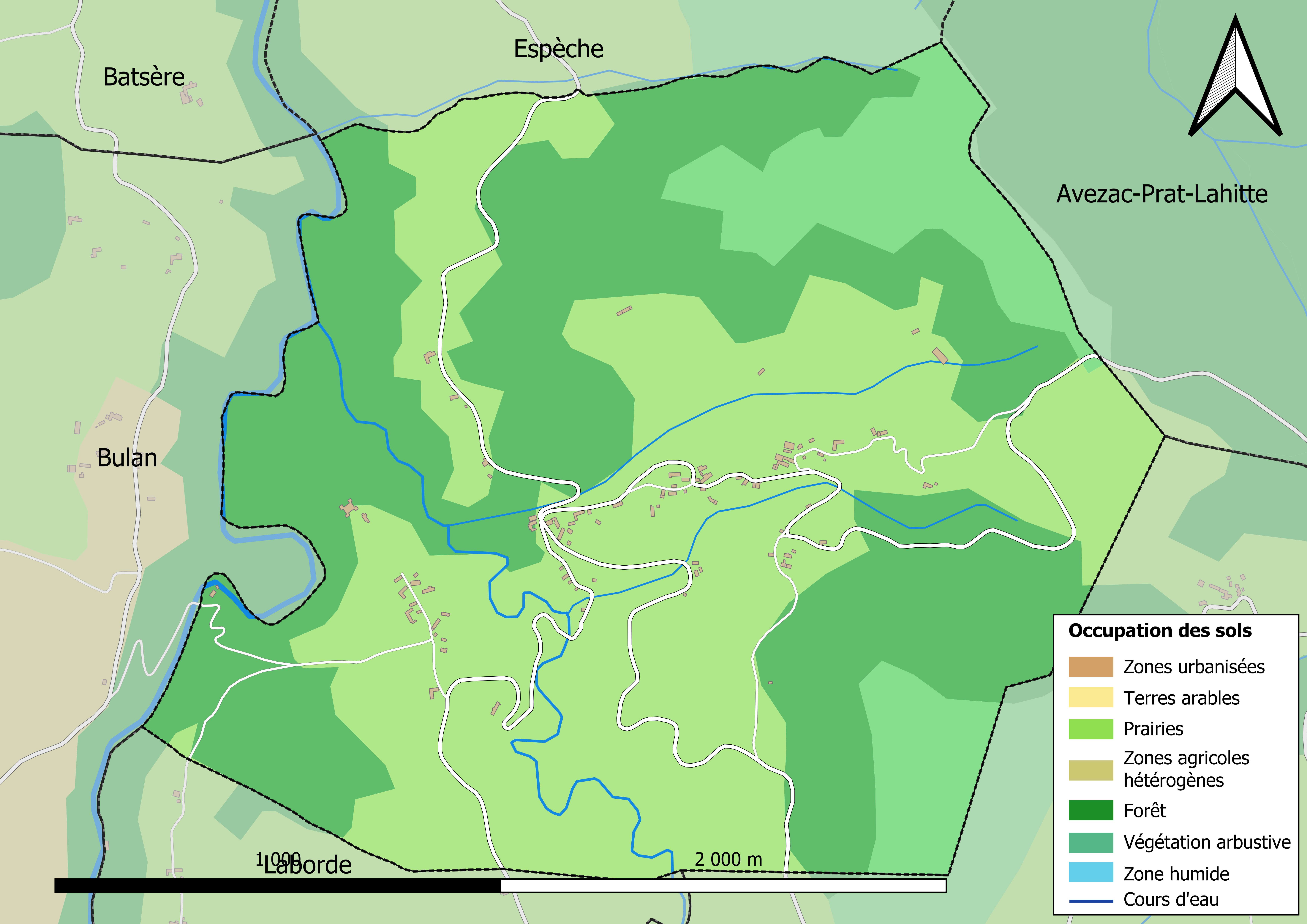
Carte des infrastructures et de l'occupation des sols en 2018 (CLC) de la commune.
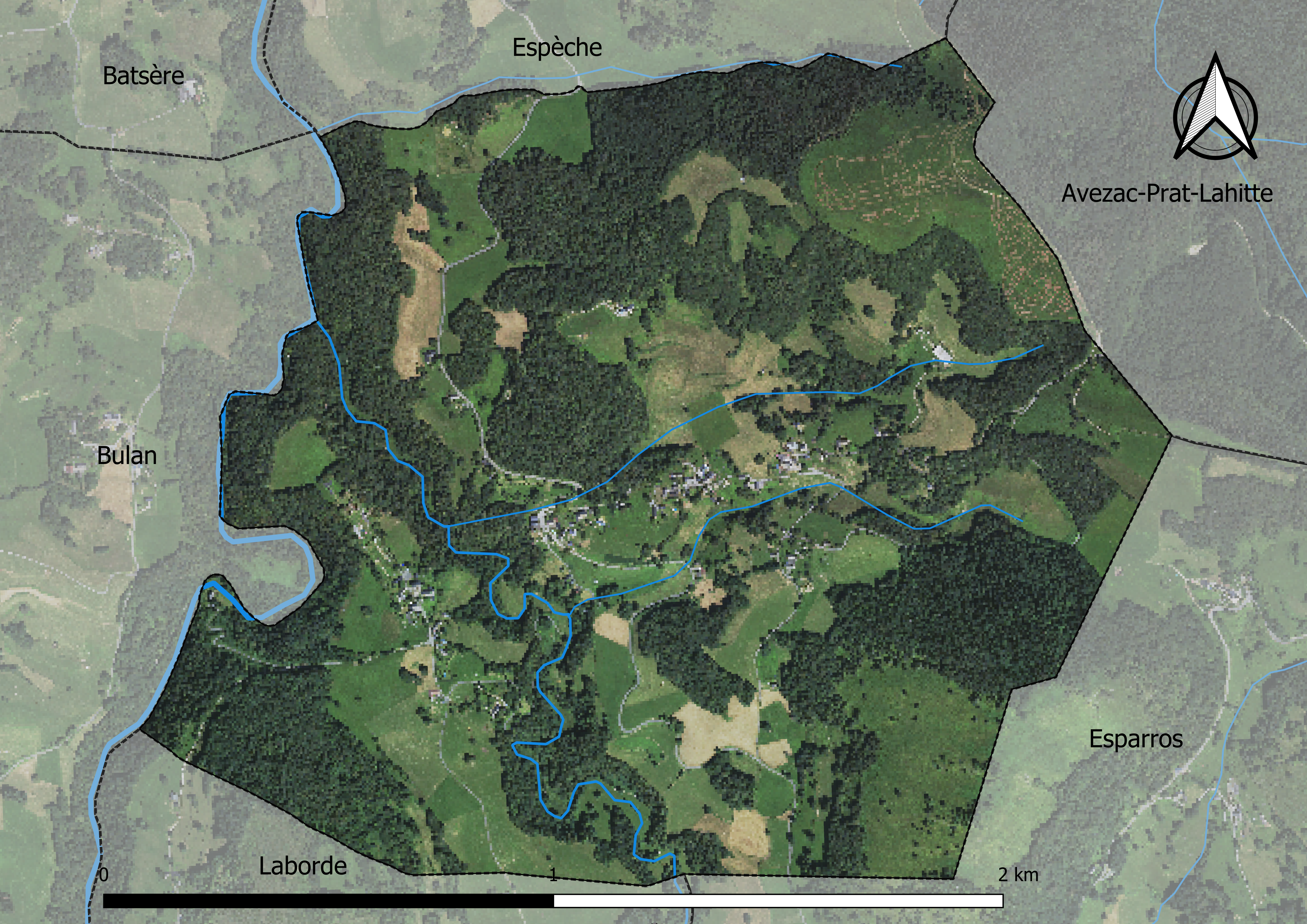
Carte orthophotogrammétrique de la commune.

### Logement
En 2012, le nombre total de logements dans la commune est de 44.

Parmi ces logements, 40.9   % sont des résidences principales, 54.5  % des résidences secondaires et 4.5   % des logements vacants.

### Voies de communication et transports
Cette commune est desservie par les routes départementales D 14 et D 17.

### Risques majeurs
Le territoire de la commune de Lomné est vulnérable à différents aléas naturels : météorologiques (tempête, orage, neige, grand froid, canicule ou sécheresse), inondations, feux de forêts, mouvements de terrains et séisme (sismicité moyenne). Un site publié par le BRGM permet d'évaluer simplement et rapidement les risques d'un bien localisé soit par son adresse soit par le numéro de sa parcelle.
Certaines parties du territoire communal sont susceptibles d’être affectées par le risque d’inondation par débordement de cours d'eau, notamment l'Arros. La cartographie des zones inondables en ex-Midi-Pyrénées réalisée dans le cadre du XIe Contrat de plan État-région, visant à informer les citoyens et les décideurs sur le risque d’inondation, est accessible sur le site de la DREAL Occitanie. La commune a été reconnue en état de catastrophe naturelle au titre des dommages causés par les inondations et coulées de boue survenues en 1982, 1999 et 2009,.
Lomné est exposée au risque de feu de forêt. Un plan départemental de protection des forêts contre les incendies a été approuvé par arrêté préfectoral le 21 avril 2020 pour la période 2020-2029. Le précédent couvrait la période 2007-2017. L’emploi du feu est régi par deux types de réglementations. D’abord le code forestier et l’arrêté préfectoral du 27 octobre 2014, qui réglementent l’emploi du feu à moins de 200 m des espaces naturels combustibles sur l’ensemble du département. Ensuite celle établie dans le cadre de la lutte contre la pollution de l’air, qui interdit le brûlage des déchets verts des particuliers. L’écobuage est quant à lui réglementé dans le cadre de commissions locales d’écobuage (CLE)

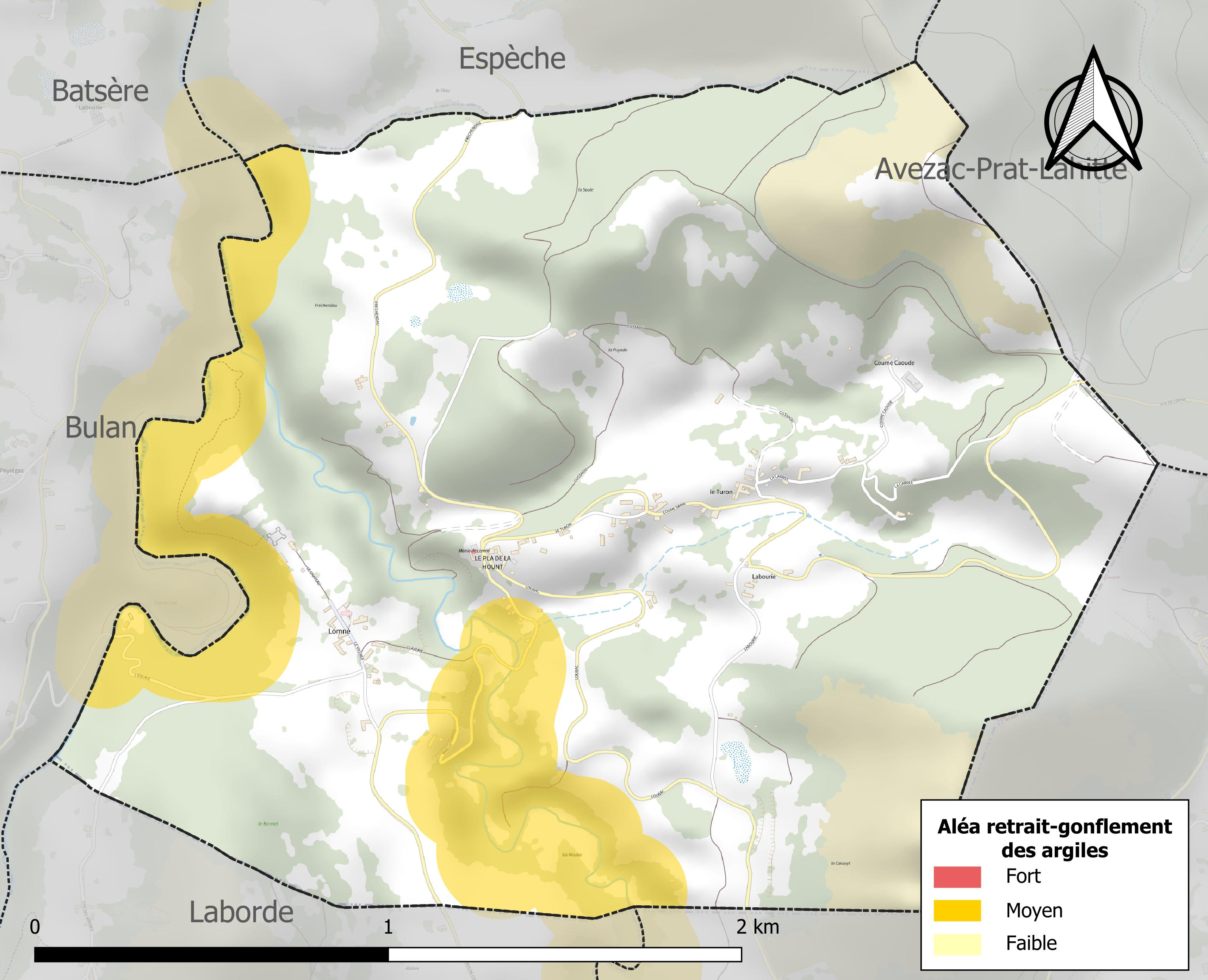
Carte des zones d'aléa retrait-gonflement des sols argileux de Lomné.

Les mouvements de terrains susceptibles de se produire sur la commune sont des tassements différentiels.
Le retrait-gonflement des sols argileux est susceptible d'engendrer des dommages importants aux bâtiments en cas d’alternance de périodes de sécheresse et de pluie. 14 % de la superficie communale est en aléa moyen ou fort (44,5 % au niveau départemental et 48,5 % au niveau national). Sur les 42 bâtiments dénombrés sur la commune en 2019, 5 sont en aléa moyen ou fort, soit 12 %, à comparer aux 75 % au niveau départemental et 54 % au niveau national. Une cartographie de l'exposition du territoire national au retrait gonflement des sols argileux est disponible sur le site du BRGM,.
Par ailleurs, afin de mieux appréhender le risque d’affaissement de terrain, l'inventaire national des cavités souterraines permet de localiser celles situées sur la commune.
Concernant les mouvements de terrains, la commune a été reconnue en état de catastrophe naturelle au titre des dommages causés par des mouvements de terrain en 1999.

## Toponymie

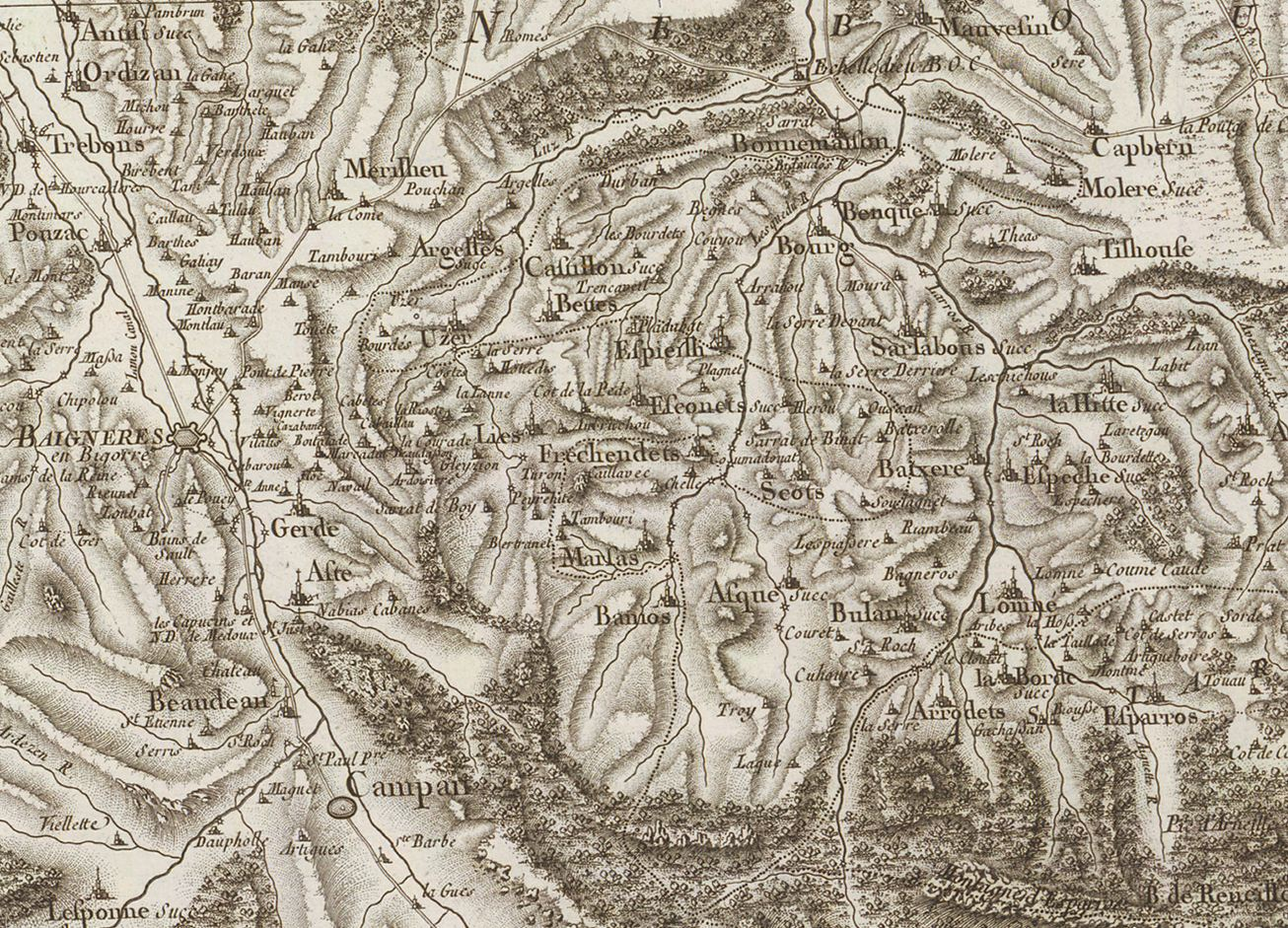
Extrait de la carte de Cassini (entre 1756 et 1789) situant Lomné

On trouvera les principales informations dans le Dictionnaire toponymique des communes des Hautes Pyrénées de Michel Grosclaude et Jean-François Le Nail qui rapporte les dénominations historiques du village :
Dénominations historiques :
- Otho de Lomnerio, latin (1300, enquête de Bigorre) ;
- De Lopner, (1313, Debita regi Navarre) ;
- De Lomnerio, latin (1342, pouillé de Tarbes) ;
- de Lompnerio, latin (1379, procuration Tarbes) ;
- Lompné, (1760, Larcher, pouillé de Tarbes).1 ;
- Lomné, (fin XVIIIe siècle, carte de Cassini).

Étymologie : ou l’om ner (= l’orme noir) ou NP Lop Aner.
Nom occitan : Lomner.

## Histoire

### Cadastre napoléonien de Lomné
Le plan cadastral napoléonien de Lomné est consultable sur le site des archives départementales des Hautes-Pyrénées.

## Politique et administration

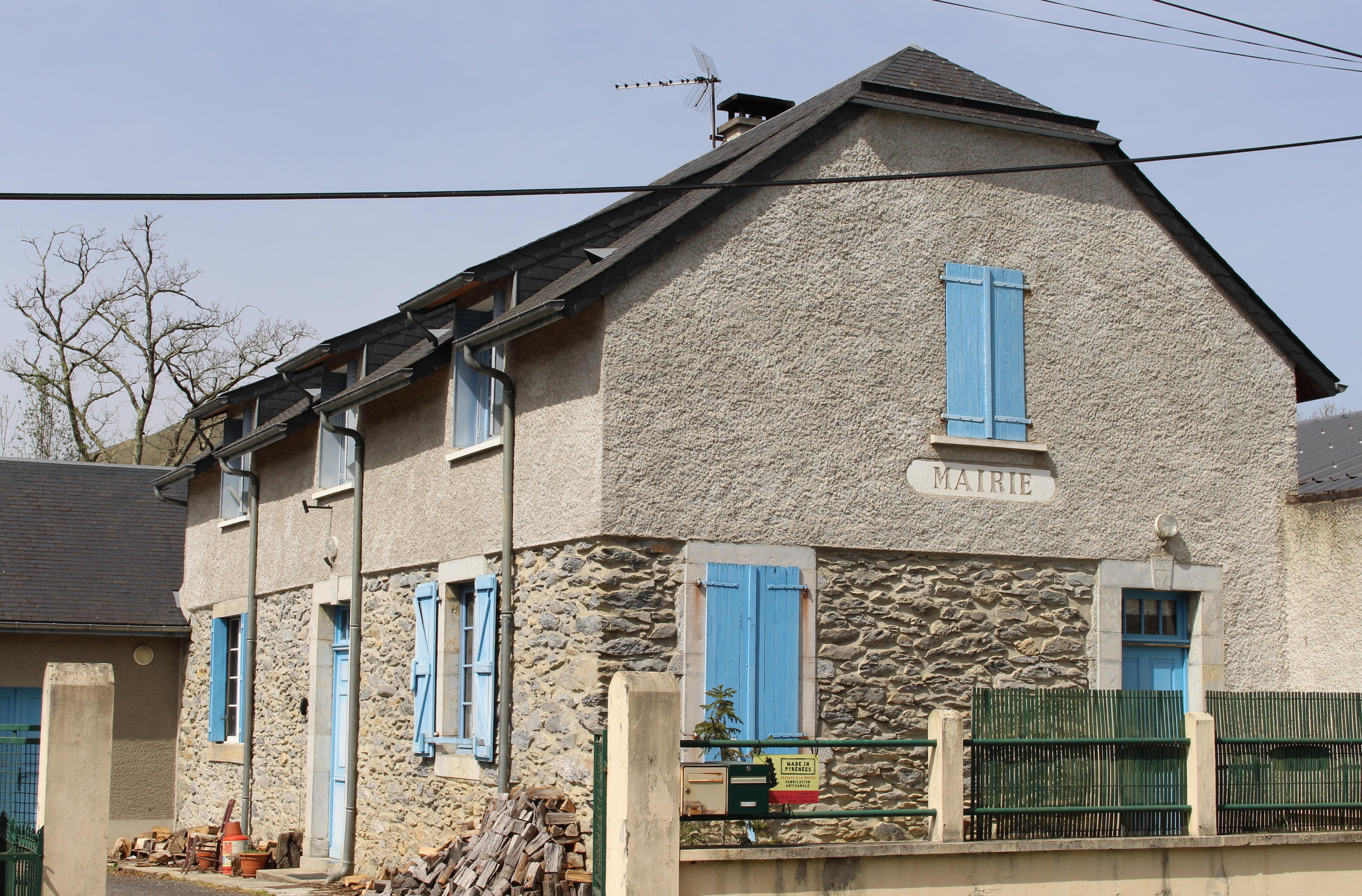
La mairie en 2015.

### Liste des maires
| Période                                  | Période   | Identité           | Étiquette | Qualité |
| ---------------------------------------- | --------- | ------------------ | --------- | ------- |
| Les données manquantes sont à compléter. |           |                    |           |         |
|                                          |           |                    |           |         |
| avant 1988                               | ?         | Constant Pujo      |           |         |
| mars 2001                                | mars 2014 | Jean-Pierre Strade |           |         |
| mars 2014                                | mars 2020 | Jean-Louis Viau    |           |         |
| mars 2020                                | En cours  | Jérôme Morilhon    |           |         |

### Rattachements administratifs et électoraux

#### Historique administratif
Sénéchaussée de Toulouse, élection de Nébouzan, viguerie  de Mauvezin, canton de Lannemezan, de Bourg (1790), de La Barthe-de-Neste (depuis 1801).

#### Intercommunalité
Lomné appartient à la communauté de communes du Plateau de Lannemezan Neste-Baronnies-Baïses créée en janvier 2017 et qui réunit 57 communes.

## Population et société

### Démographie

#### Évolution démographique

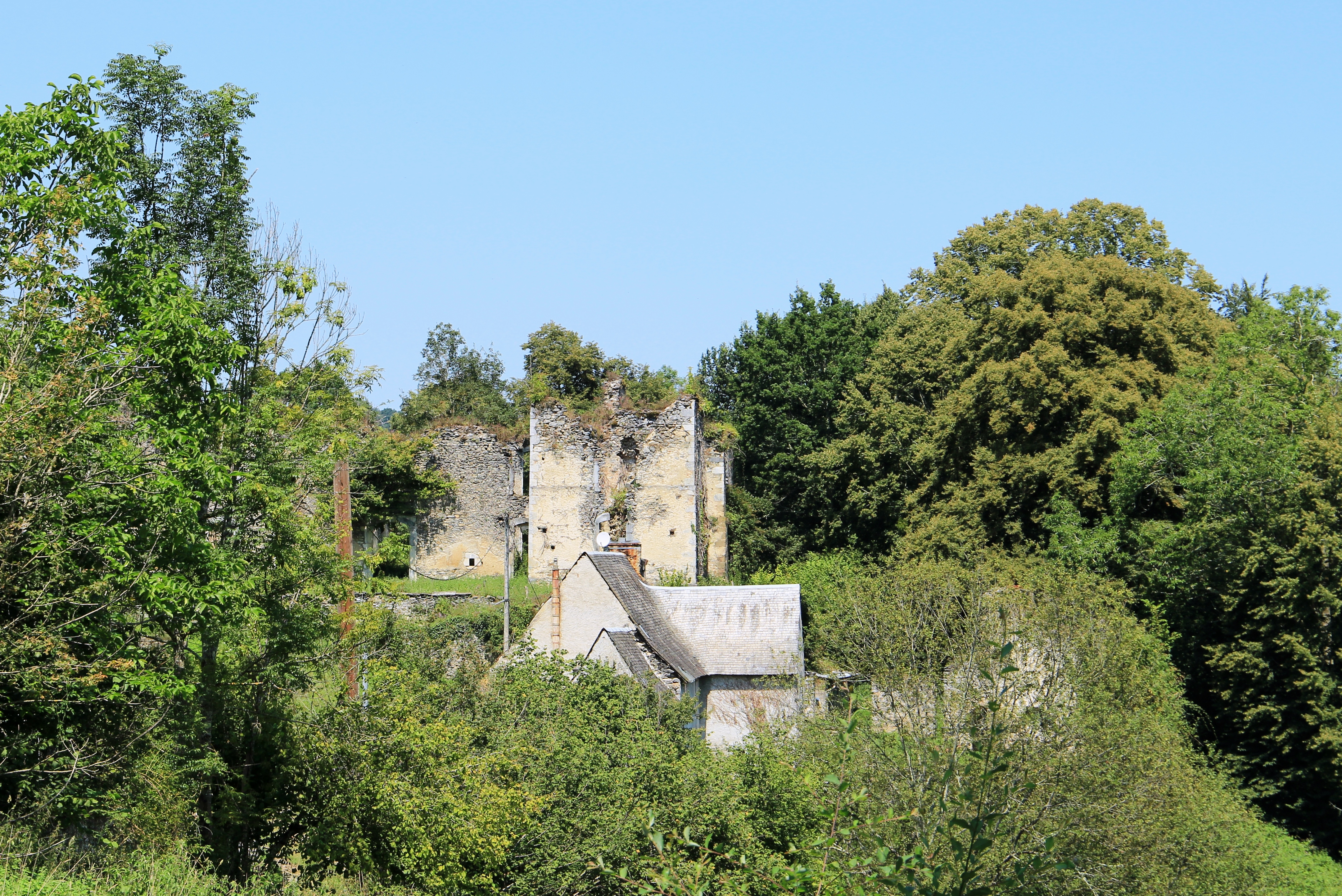
Le château en 2020.

L'évolution du nombre d'habitants est connue à travers les recensements de la population effectués dans la commune depuis 1793. Pour les communes de moins de 10 000 habitants, une enquête de recensement portant sur toute la population est réalisée tous les cinq ans, les populations de référence des années intermédiaires étant quant à elles estimées par interpolation ou extrapolation. Pour la commune, le premier recensement exhaustif entrant dans le cadre du nouveau dispositif a été réalisé en 2007.

En 2022, la commune comptait 36 habitants, en évolution de +12,5 % par rapport à 2016 (Hautes-Pyrénées : +1,59 %, France hors Mayotte : +2,11 %).
| 1793 | 1800 | 1806 | 1821 | 1831 | 1836 | 1841 | 1846 | 1851 |
| ---- | ---- | ---- | ---- | ---- | ---- | ---- | ---- | ---- |
| 218  | 234  | 243  | 267  | 306  | 311  | 304  | 314  | 303  |

| 1856 | 1861 | 1866 | 1872 | 1876 | 1881 | 1886 | 1891 | 1896 |
| ---- | ---- | ---- | ---- | ---- | ---- | ---- | ---- | ---- |
| 277  | 275  | 293  | 268  | 242  | 233  | 223  | 209  | 198  |

| 1901 | 1906 | 1911 | 1921 | 1926 | 1931 | 1936 | 1946 | 1954 |
| ---- | ---- | ---- | ---- | ---- | ---- | ---- | ---- | ---- |
| 186  | 166  | 142  | 113  | 109  | 112  | 117  | 102  | 85   |

| 1962 | 1968 | 1975 | 1982 | 1990 | 1999 | 2006 | 2007 | 2012 |
| ---- | ---- | ---- | ---- | ---- | ---- | ---- | ---- | ---- |
| 73   | 58   | 46   | 45   | 35   | 44   | 41   | 41   | 34   |

| 2017 | 2022 | - | - | - | - | - | - | - |
| ---- | ---- | - | - | - | - | - | - | - |
| 31   | 36   | - | - | - | - | - | - | - |

### Enseignement
La commune dépend de l'académie de Toulouse. Elle ne dispose plus d'école en 2016.

## Économie

### Emploi
|                | 2008  | 2013  | 2018  |
| -------------- | ----- | ----- | ----- |
| Commune        | 3,2 % | 4,2 % | 0 %   |
| Département    | 7,7 % | 9,4 % | 9,8 % |
| France entière | 8,3 % | 10 %  | 10 %  |

En 2018, la population âgée de 15 à 64 ans s'élève à 18 personnes, parmi lesquelles on compte 72,2 % d'actifs (72,2 % ayant un emploi et 0 % de chômeurs) et 27,8 % d'inactifs,. Depuis 2008, le taux de chômage communal (au sens du recensement) des 15-64 ans est inférieur à celui de la France et du département.
La commune fait partie de la couronne de l'aire d'attraction de Lannemezan, du fait qu'au moins 15 % des actifs travaillent dans le pôle,. Elle compte 49 emplois en 2018, contre 7 en 2013 et 8 en 2008. Le nombre d'actifs ayant un emploi résidant dans la commune est de 13, soit un indicateur de concentration d'emploi de 379,6 % et un taux d'activité parmi les 15 ans ou plus de 43,3 %.
Sur ces 13 actifs de 15 ans ou plus ayant un emploi, 3 travaillent dans la commune, soit 23 % des habitants. Pour se rendre au travail, 84,6 % des habitants utilisent un véhicule personnel ou de fonction à quatre roues et 15,4 % n'ont pas besoin de transport (travail au domicile).

## Culture locale et patrimoine

### Lieux et monuments
- Église Saint-Pierre de Lomné.

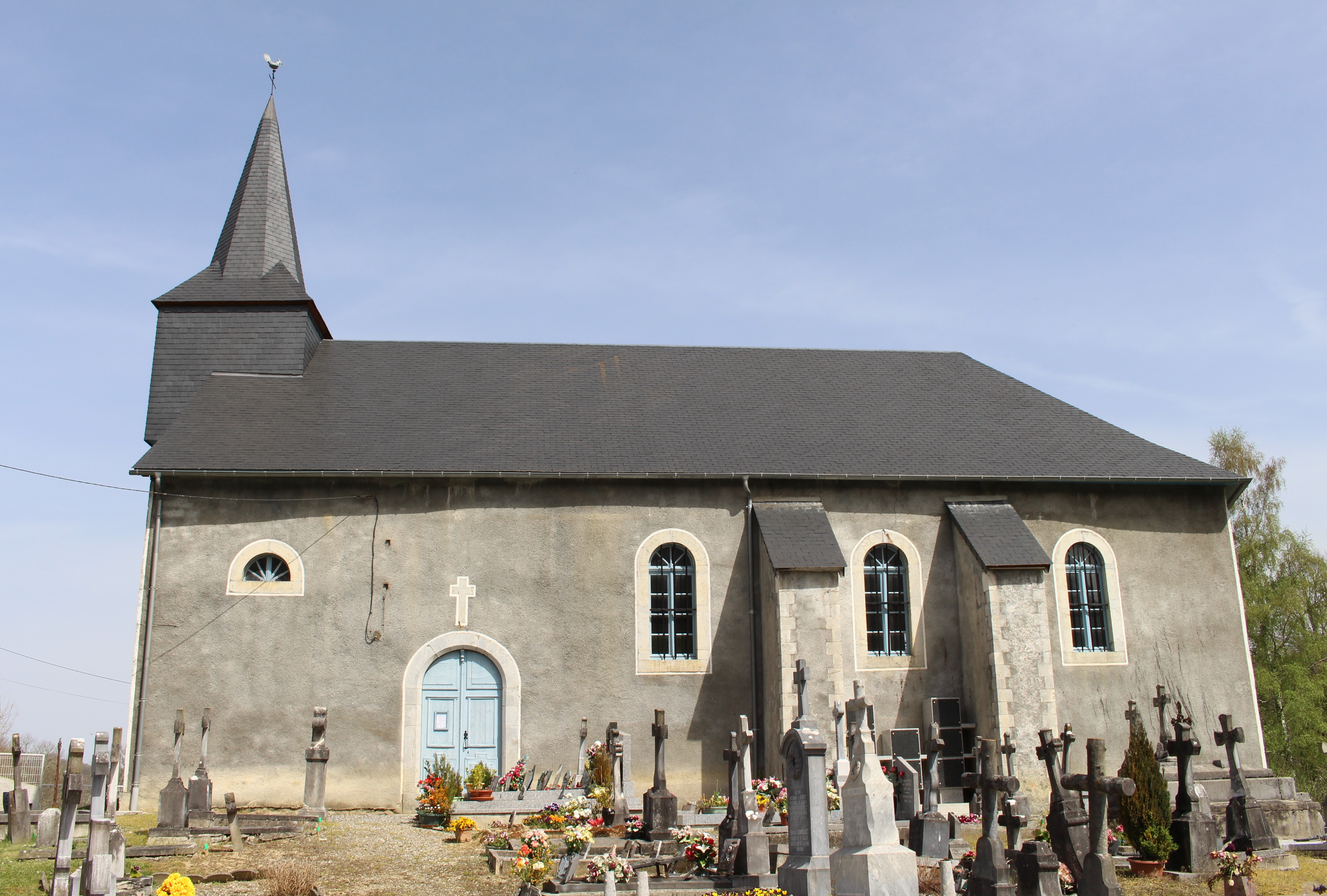
L'église Saint-Pierre en 2020.

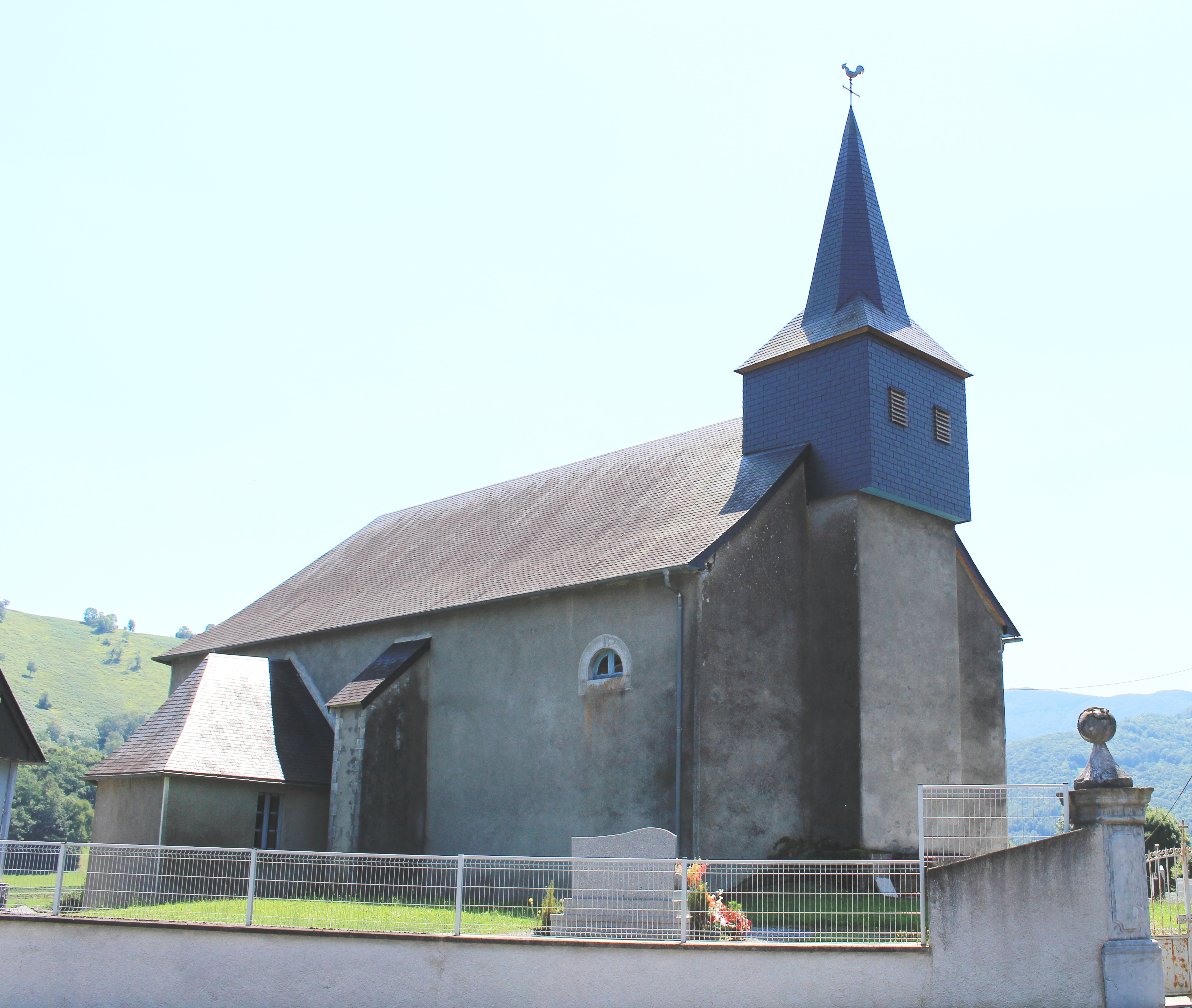
L'église.

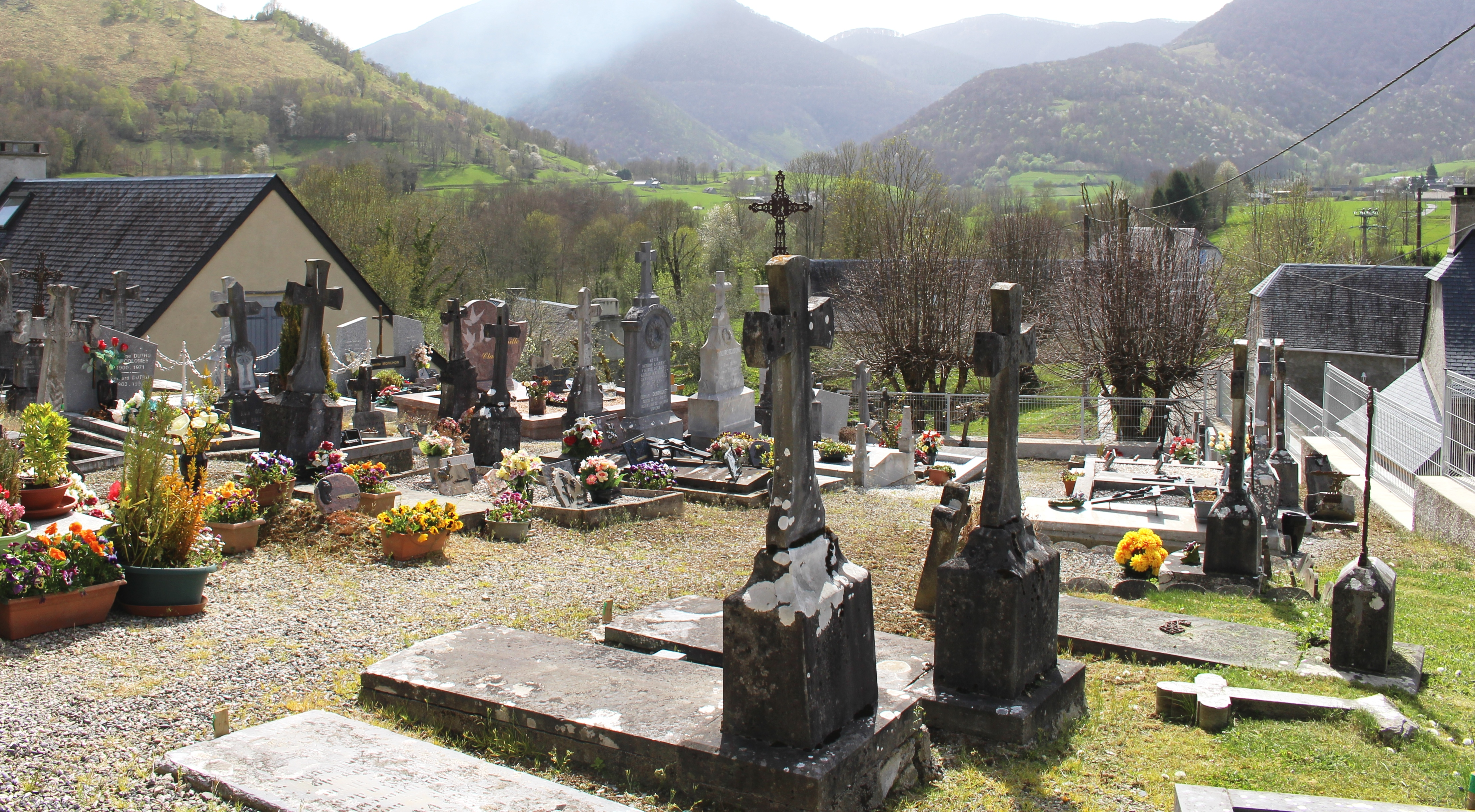
Le cimetière.

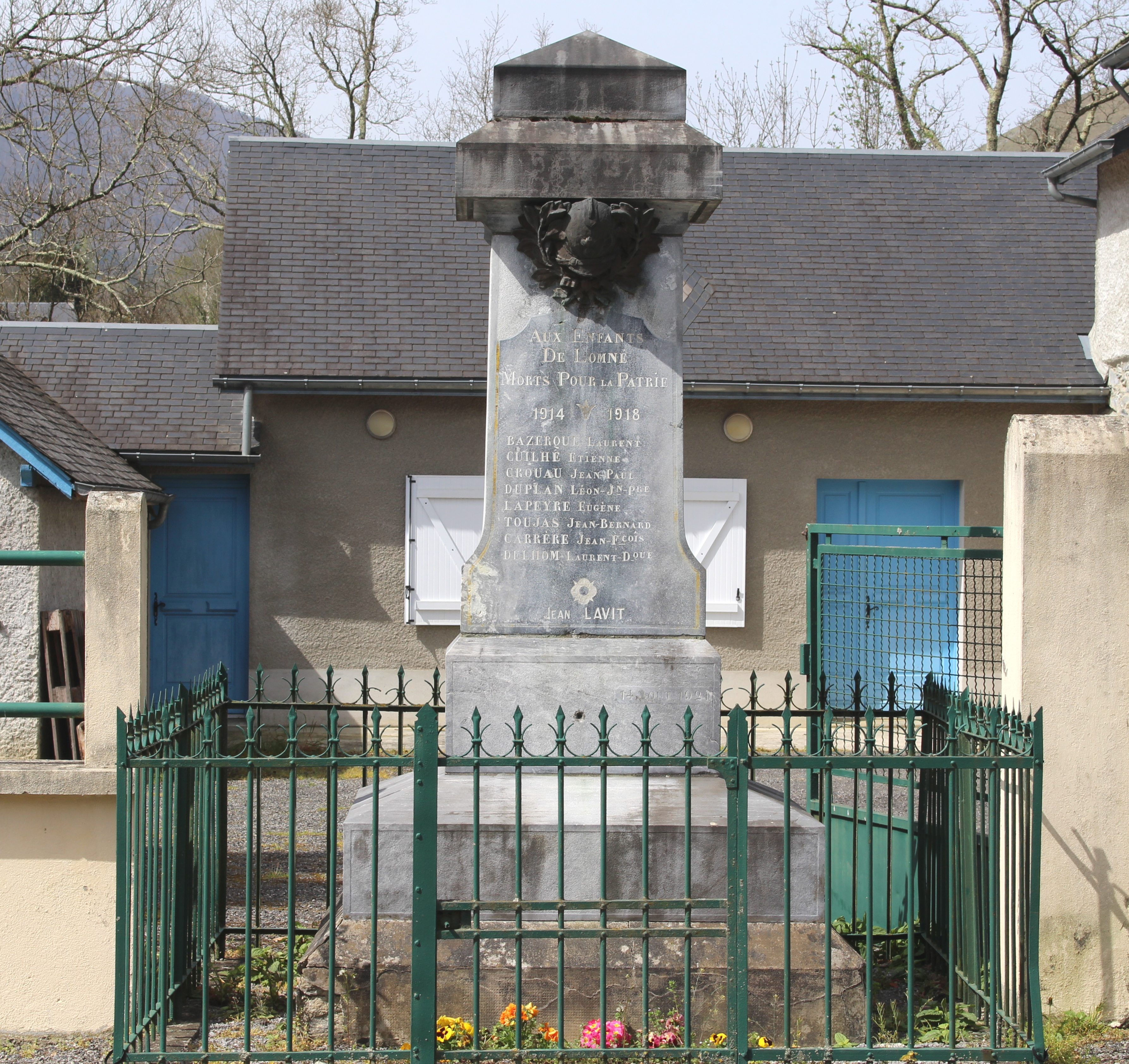
Le monument aux morts municipal.

- À l'ouest de la commune, on trouve les ruines du château des barons de Cardaillac-Lomné. C'était une demeure de style Renaissance, bâtie sur l'emplacement de l'ancien château de la famille de Lomné.
- Châteaux : la Révolution épargna le château mais un incendie, le jour de Pâques 1880, le détruisit en totalité.
- Lavoirs.

Sélection de vues des lavoirs.
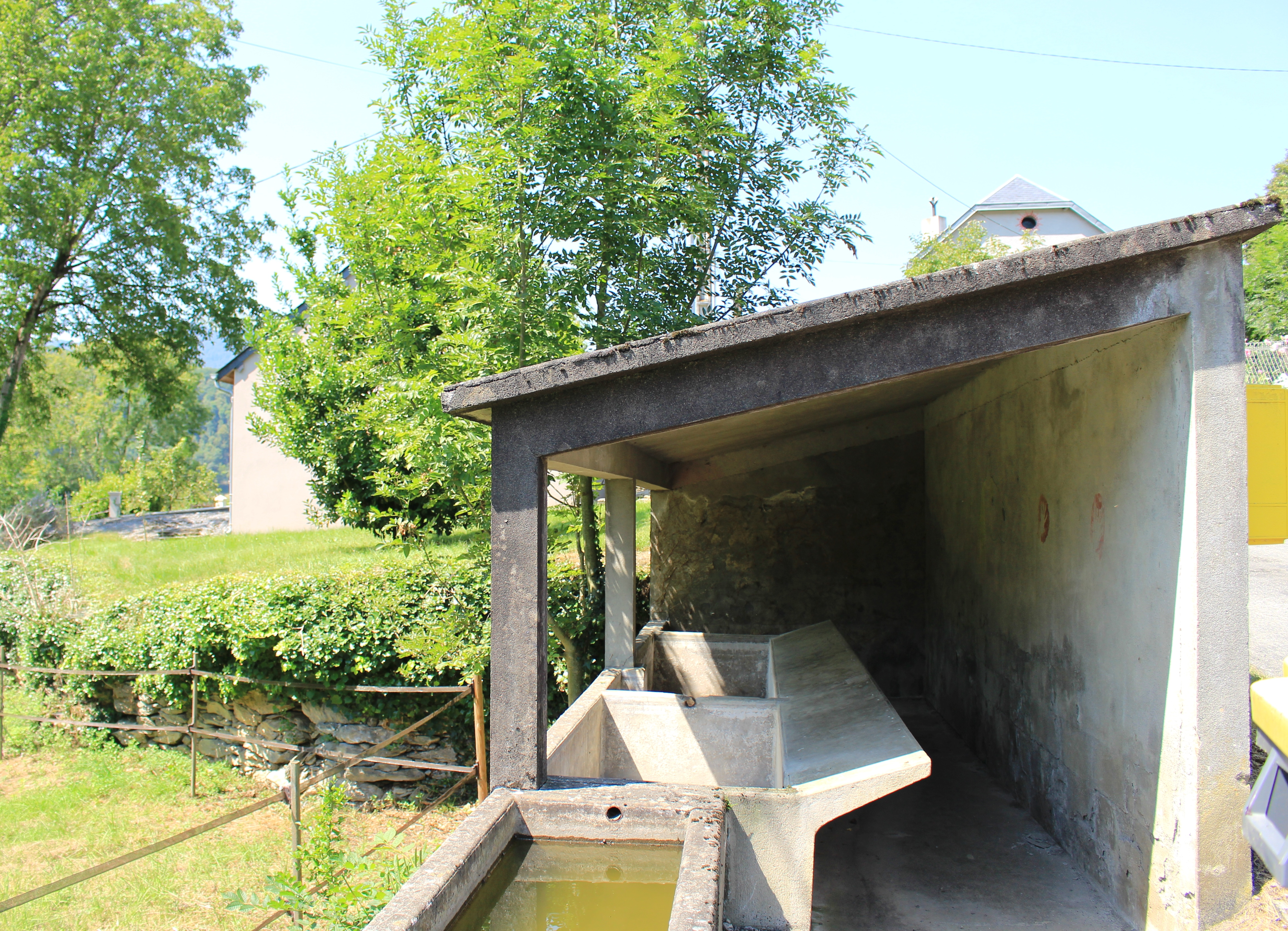
Le lavoir du Turon.
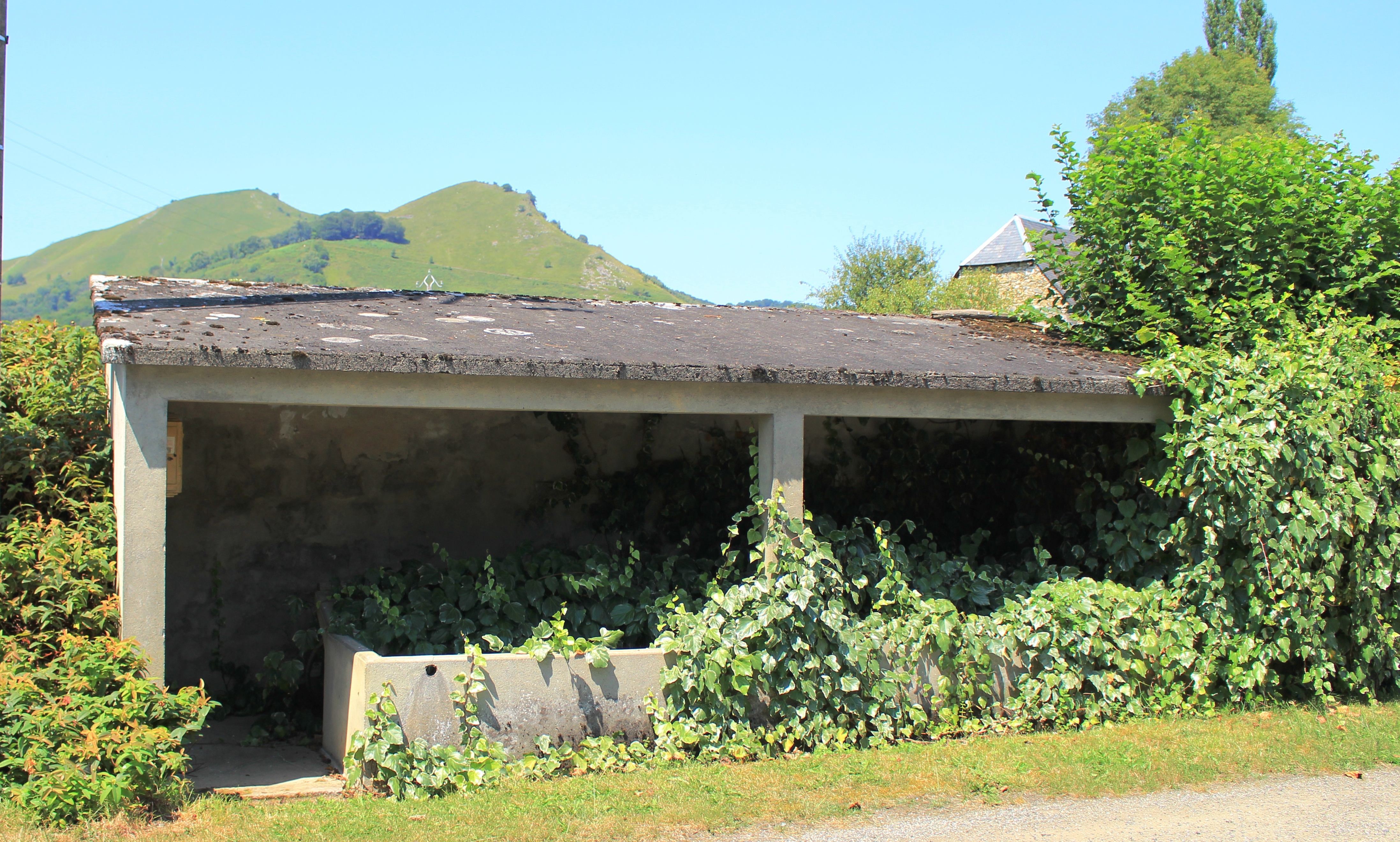
Le lavoir de l'église.
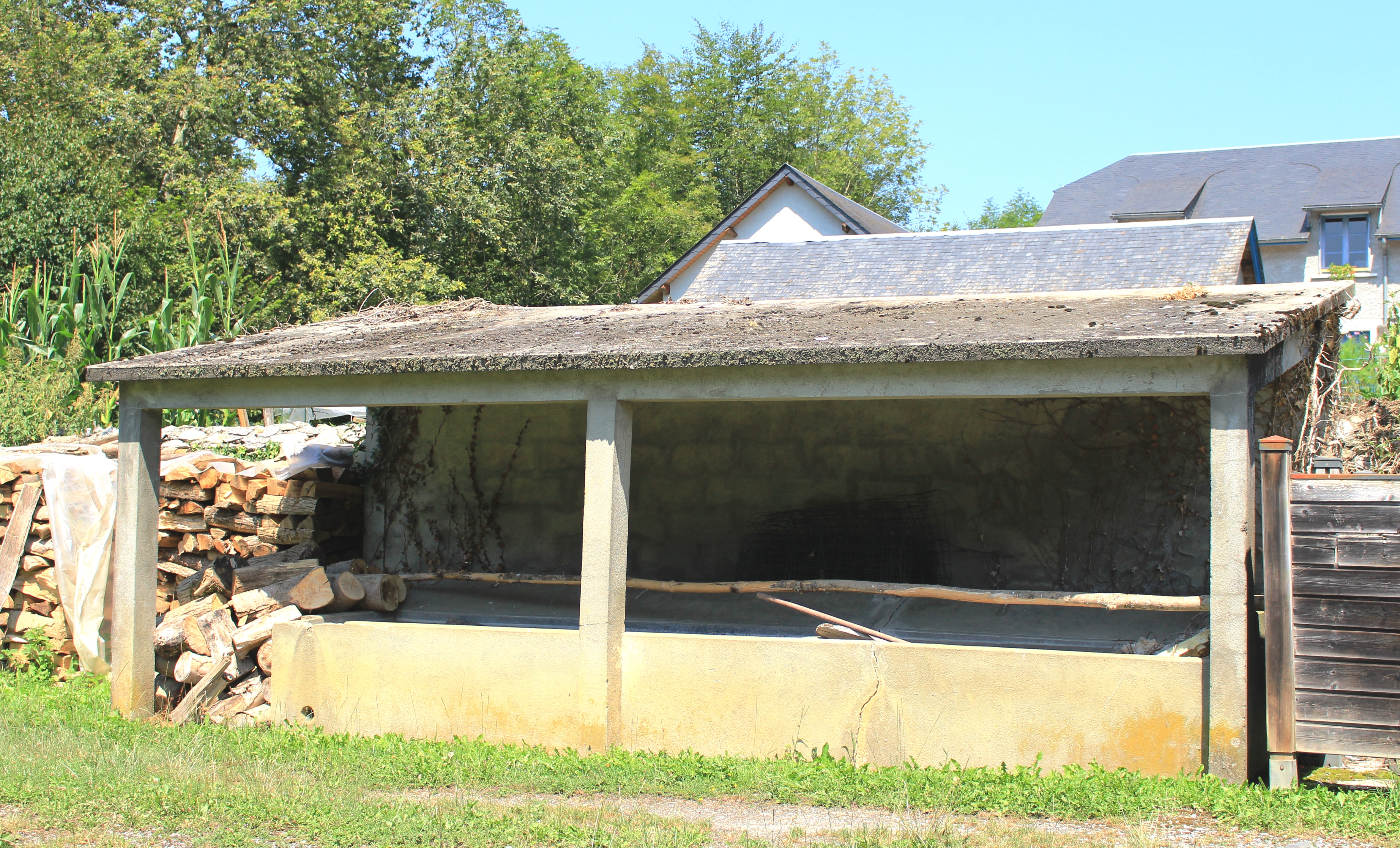
Le lavoir de la mairie.

### Héraldique
| Blason | Blasonnement : D'azur à la tige de trois chardons au naturel, à la bordure d'or chargée de huit rocs d'échiquier de sable. |